# 大銀座落語祭
大銀座落語祭（だいぎんざらくごさい）とは、2004年から2008年まで東京都中央区銀座界隈で開催された落語会。主催は六人の会（春風亭小朝、笑福亭鶴瓶、林家正蔵（旧・林家こぶ平）、立川志の輔、春風亭昇太、柳家花緑）。
東西の所属団体、事務所関係なく、大勢の落語家が出演した。また色物のショーも開催された。
銀座の街路には「大銀座落語祭」の垂れ幕がかかり、総観客数は主催者発表で35000人(2006年）。
2009年は宮崎大落語祭に継承されたが、一回のみで終了した。

## 出演者

### 2005年
- 三遊亭鳳楽
- 柳家小里ん
- 六代目古今亭志ん橋
- 八代目橘家圓蔵
- 六代目柳亭小燕枝
- 八代目橘家圓太郎
- 三遊亭萬窓
- 十一代目金原亭馬生
- 二代目桂ざこば
- 三代目桂小米朝
- 初代古今亭志ん五
- 桂春之輔
- 三代目三遊亭圓歌
- 三代目桂春團治
- 四代目林家染丸
- 柳家さん喬
- 笑福亭福笑
- 三遊亭圓丈
- 桂雀三郎
- 立川談四楼
- 川柳川柳
- 三笑亭夢之助
- 林家しん平
- 立川志らく
- 林家たい平
- 桂雀々
- 立川談春
- 柳家喜多八
- 四代目桂梅團治
- 桂吉弥
- 月亭可朝
- 笑福亭鶴光
- 昔昔亭桃太郎
- 四代目桂福團治
- 四代目三遊亭金馬
- 六代目五街道雲助
- 露の都
- 笑福亭鶴瓶
- 五代目三遊亭圓楽
- 三遊亭白鳥
- 笑福亭松枝
- 笑福亭三喬
- 六代目笑福亭松喬
- 六代目三遊亭圓窓
- 三代目柳家権太楼
- 月亭八方
- 桂文福
- 桂きん枝
- 桂小枝
- 三代目柳家三語楼
- 九代目桂文楽
- 四代目柳亭市馬
- 入船亭扇辰
- 三代目桂藤兵衛
- 立川左談次
- 二代目快楽亭ブラック
- 九代目入船亭扇橋
- 三代目柳家小満ん
- 七代目むかし家今松
- 六代目三遊亭圓橘
- 七代目柳亭燕路
- 柳家小袁治
- 三遊亭歌司
- 柳家三三
- 三遊亭歌之介
- 六代目立川ぜん馬
- 柳家さん生
- 桂竹丸
- 桂雀松
- 桂都んぼ
- 古今亭志ん駒
- 古今亭志ん彌
- 五街道喜助
- 三遊亭好楽
- 桂春若
- 三遊亭金時
- 古今亭菊生
- 三遊亭窓輝
- 三遊亭王楽
- 笑福亭仁智
- 三代目桂小春團治
- 鈴々舎馬桜
- 柳家喬太郎
- 小川範子
- 桂三枝
- 綾小路きみまろ
- 九代目林家正蔵
- ワハハ本舗
- 風間杜夫

## 参考資料
- 春風亭小朝「胎動する落語」ISBN 4835616391(2006年3月、ぴあ）第2章「大銀座落語祭」（p140～p144)
- 広瀬和生「21世紀落語史 すべては志ん朝の死から始まった」ISBN 9784334044558（2020年1月、光文社新書）第3章「小朝が動いた - 2003年「六人の会」旗揚げ」(53p～83p）
- 堀井憲一郎 「ホリイの〈大銀座落語祭〉レポート！」（東京かわら版 平成18年（2006年）9月号、p14～15）、この年の全6会場の正確な位置関係と所要時間を示した手描き地図を掲載（地図作成：丸岡巧）。
- 「今年でラスト」春風亭小朝、笑福亭鶴瓶ら人気落語家がその胸中を語る（2008年7月2日、ぴあ、取材・文：佐藤さくら）